# مات لونش
مات لونش (بالإنجليزية: Matt Lynch)‏ (29 نوفمبر 1916 - 3 سبتمبر 1999) هو مدرب كرة قدم ولاعب كرة قدم بريطاني (وحمل سابقاً جنسية المملكة المتحدة لبريطانيا العظمى وأيرلندا) في مركز نصف الجناح. لعب مع نادي دمبرتون ونادي سلتيك.